# パリ軍事総督
パリ軍事総督（パリぐんじそうとく、仏: Gouverneur militaire de Paris）は、フランスの首都パリの守備について責任を負う歴史ある役職である。パリ軍総督ともいう。現在もパリ軍事総督はパリに衛戍し、国家機関を防衛する全部隊を指揮するが、総督は毎年7月14日にシャンゼリゼ通りで開催されるフランス革命記念日での軍事行進について共和国大統領の下で執行責任者としての役目もある。
総督職の起源は不明点があるが、公式にはフランス王国が百年戦争を戦っていた1356年12月5日にイギリスの捕虜となっていた善良王ジャン2世に代わって、後にシャルル5世となるドーファン（王太子）がアンジュー公ルイを「パリ王と王太子代理（lieutenant du Dauphin et du Roi à Paris）」に指名したことが始まりとされる。
総督職は2つの体制を経て変化している。アンシャン・レジーム下ではパリ王として国王不在間は首都に居て諸州を支配する諸侯を抑えることであった。総督職はフランス革命によって1791年に廃止されるもパリ及び周辺の守備を維持するために「パリ軍総司令官（commandant général de la force armée à Paris）」を用意して第17師団長が指名され、そして1804年にナポレオン1世によって復活している。これにより総督職の役目は軍隊の指揮に特化することになるが、その権限は時代と共に変化し厳密な意味での総督職や軍管区総督職および軍団総督職としての機能があった。現在の総督職はイル＝ド＝フランス地域圏司令官、海外派遣部隊、特にアフリカ向けの部隊の訓練指揮官、イル＝ド＝フランス防衛管区司令官として管内の市民経済防衛について地域圏知事や県警本部長に対し軍事顧問としての役割がある。

## 歴代総督

### アンシャンレジーム下でのパリ総督
アンシャンレジーム期の一覧については不十分である点に注意。
| 氏名 | 期間            |
| --- | --------------- |
| ルイ・ド・フランス、アンジュー伯 Louis de France, comte d'Anjou et du Maine                                                     | 1356年 - 1357年 |
| ジャン・ド・フランス、ベリー公 Jean de France, duc de Berry                                                                     | 1441年          |
| ワレラン3世・ド・リュクサンブール、サン＝ポル伯 Waléran III de Luxembourg, comte de Saint-Pol                                   | 1411年 - 1413年 |
| ジャン2世・ド・リュクサンブール、リニー伯 Jean II de Luxembourg-Ligny, comte de Ligny et de Guise                               | 1418年 - 1420年 |
| ジャン・ド・ラ・ボーム元帥 fr:Jean de La Baume                                                                                  | 1422年 - 142X年 |
| ジャン・ド・ヴィリエ・ド・リラダン fr:Jean de Villiers de L'Isle-Adam                                                           | 1492年 - 14XX年 |
| フィリップ・ド・テルナン fr:Philippe de Ternant                                                                                 | 15世紀中        |
| ジャック・ド・ヴィリエ・ド・リラダン Jacques de Villiers de l'Isle Adam                                                         | 1461年          |
| シャルル・ダルトワ、ウー伯 Charles d'Artois, comte d'Eu                                                                         | 1465年          |
| シャルルド・ムーラン、ランド・エ・ノルマンヴィル男爵 fr:Charles de Melun, baron des Landes et de Normanville                    | 1465年 - 1467年 |
| シャルル・ド・ゴクール、デクス子爵 Charles de Gaucourt, vicomte d'Aix                                                           | 14XX年 - 1472年 |
| アントワーヌ・ド・シャバンヌ、ダンマルタン伯 fr:Antoine de Chabannes, comte de Dammartin                                        | 1472年 - 14XX年 |
| ギョーム・ド・ポワティエ Guillaume de Poitiers                                                                                  | 1478年 - 14XX年 |
| ルイ・ドルレアン Louis d'Orléans                                                                                                | 1483年 - 1485年 |
| アントワーヌ・ド・シャバンヌ、ダンマルタン伯 Antoine de Chabannes, comte de Dammartin                                           | 1485年 - 1488年 |
| ジルベール・ド・モンパンシエ fr:Gilbert de Montpensier                                                                          | 14XX年 - 1494年 |
| シャルル2世ダンボワーズ Charles II d'Amboise                                                                                    | 1493年 - 1496年 |
| アントワーヌ・ド・ラ・ロシュフコー、セルジャン・バルヴェジュー fr:Antoine de La Rochefoucauld, sgr de Barbezieux                | 16世紀中        |
| ポール・ド・ラ・バルト・ド・テルム元帥 fr:Paul de La Barthe de Thermes                                                          | 1559年 - 1562年 |
| シャルル1世ド・コッセ元帥、ブリサック公 fr:Charles Ier de Cossé, comte de Brissac                                               | 1562年 - 1563年 |
| フランソワ・ド・モンモランシー元帥 fr:François de Montmorency                                                                   | 15XX年 - 1572年 |
| ルネ・ド・ヴィルキエ、ラ・ゲールシュ子爵 René de Villequier, vicomte de La Guerche                                              | 1580年          |
| フランソワ・ド侯爵 fr:François d'O                                                                                              | 158X年 - 1589年 |
| シャルル・ド・ロレーヌ、オマール公 fr:Charles Ier d'Aumale                                                                      | 1589年 - 159X年 |
| ジャン・フランソワ・ド・フォードアス、ブラン伯 Jean Francois de Faudoas, comte de Belin                                         | 159X年 - 1594年 |
| シャルル2世ド・コッセ＝ブリサック侯爵、同盟元帥 Charles II de Cossé-Brissac, maréchal de la Ligue                               | 1594年          |
| フランソワ・ド侯爵 François, marquis d'O                                                                                        | 1594年          |
| エルキュール・ド・ロアン＝モンバソン、モンバゾン公 Hercule de Rohan, duc de Montbazon                                           | 1643年 - 16XX年 |
| フランソワ・ド・ロピタル元帥 fr:François de L'Hospital                                                                          | 1648年 - 1657年 |
| ブルノンヴィル公、陣立て元帥 Duc de Bournonville, maréchal de camp                                                              | 1657年 - 1662年 |
| アントワーヌ・ドモン・ド・ロシュバロン元帥、ヴィルキエ侯爵、 fr:Antoine d'Aumont de Rochebaron, marquis de Villequier, maréchal | 1662年 - 1669年 |
| ガブリエル・ド・ロシュシュアール、モルトゥマール公 Gabriel de Rochechouart, duc de Mortemart                                    | 1669年 - 1676年 |
| シャルル3世ド・ブランシュフォール＝クレキュイ、ポワ公 Charles III de Blanchefort-Créquy, duc de Poix                            | 1676年 - 1687年 |
| レオン・ポティエ、ジェスヴル公 Léon Potier, duc de Gesvres                                                                      | 1687年 - 1704年 |
| トルメス公 Duc de Tresmes | 1704年 - 1739年 |
| ベルナール・ポティエ、ジェスヴル公 Bernard Potier, duc de Gesvres                                                               | 1739年 - 1757年 |
| マリー・シャルル・ルイ・ダルベール、シュヴルーズ公およびリュイヌ公 Marie Charles Louis d'Albert, duc de Chevreuse et de Luynes  | 1757年 - 1771年 |
| ジャン・ポール・ティオレモン・ド・コッセ元帥、ブリサック公 Maréchal Jean Paul Timoléon de Cossé, duc de Brissac                 | 1771年 - 1780年 |
| ルイ・エルキュール・ティモレオン、ブリサック公 Louis Hercule Timoléon, duc de Brissac                                           | 1780年 - 1791年 |

### パリ軍総司令官
| 氏名                                                                  | 期間            |
| --------------------------------------------------------------------- | --------------- |
| ルイ・ダフリー将軍 fr:Louis d'Affry                                   | 1791年 - 1792年 |
| ジャック・ド・メヌー・ド・ブッセ将軍 fr:Jacques de Menou de Boussay   | 1792年 - 1794年 |
| ジャン・ティエリ将軍 Jean Thierry                                     | 1794年 - 1795年 |
| ジャック・ド・メヌー・ド・ブッセ将軍 Jacques de Menou de Boussay      | 1795年          |
| ポール・バラス将軍 Paul Barras                                        | 1795年          |
| ナポレオン・ボナパルト将軍 Napoléon Bonaparte                         | 1795年 - 1796年 |
| ジャック・モーリス・アトリー将軍 fr:Jacques Maurice Hatry             | 1796年 - 1797年 |
| ピエール・オージュロー将軍 Pierre Augereau                            | 1797年          |
| ルイ・ルモワーヌ将軍 fr:Louis Lemoine                                 | 1797年          |
| ジャン＝フランシス・ムーラン将軍 fr:Jean-François Moulin              | 1797年 - 1798年 |
| ジョゼフ・ジロ将軍 fr:Joseph Gilot                                    | 1798年 - 1799年 |
| バーセルミー・カトリーヌ・ジュベール将軍 Barthélemy Catherine Joubert | 1799年          |
| ジャン＝アントワーヌ・マルボ将軍 Jean-Antoine Marbot                  | 1799年          |
| フランソワ・ジョゼフ・ルフェーヴル将軍 François Joseph Lefebvre       | 1799年 - 1800年 |
| エドゥアール・モルティエ将軍 Édouard Mortier                          | 1800年 - 1803年 |
| ジャン＝アンドシュ・ジュノー将軍 Jean-Andoche Junot                   | 1803年 - 1804年 |

### パリ軍事総督
| ジョアシャン・ミュラ将軍 Joachim Murat                                                        | 1804年 - 1805年                |
| ルイ・ボナパルト皇子 Louis Bonaparte                                                          | 1805年 - 1806年                |
| ジョアシャン・ミュラ元帥 Joachim Murat                                                        | 1806年                         |
| ジャン＝アンドシュ・ジュノー将軍 Jean-Andoche Junot                                           | 1806年 - 1807年                |
| ピエール・ユラン将軍 Pierre-Augustin Hulin                                                    | 1807年 - 1814年                |
| ルイ＝ヴィクトル＝レオン・ド・ロシュシュアール将軍 fr:Louis-Victor-Léon de Rochechouart       | 1814年                         |
| ルイ・セバスティアン・グランドレー将軍 fr:Louis Sébastien Grundler                            | 1814年5月 - 1815年1月          |
| ニコラ・ジョゼフ・メゾン将軍 fr:Nicolas Joseph Maison                                         | 1815年                         |
| ピエール・ユラン将軍 Pierre-Augustin Hulin                                                    | 1815年（百日天下）             |
| アンドレ・マッセナ将軍 fr:Andrea Massena                                                      | 1815年7月                      |
| ニコラ・ジョゼフ・メゾン将軍 Nicolas Joseph Maison                                            | 1815年7月 - 9月                |
| イアサント・フランソワ・ジョゼフ・デスピノワ将軍 fr:Hyacinthe François Joseph Despinoy        | 1815年 - 1816年                |
| カトリーヌ＝ドミニク・ド・ペリニョン将軍 Catherine-Dominique de Pérignon                      | 1816年 - 1819年                |
| ニコラ・ジョゼフ・メゾン将軍 Nicolas Joseph Maison                                            | 1819年 - 1821年                |
| オーギュスト・マルモン将軍 Auguste de Marmont                                                 | 1821年 - 1830年                |
| ピエール・クロード・パジョール将軍 fr:Pierre Claude Pajol                                     | 1830年 - 1842年                |
| ティビュルス・セバスティアニ将軍 fr:Tiburce Sébastiani                                        | 1842年 - 1848年                |
| ニコラ・シャンガルニエ将軍 fr:Nicolas Changarnier                                             | 1848年 - 1851年                |
| アシル・バラゲ・ディリエ将軍 fr:Achille Baraguey d'Hilliers                                   | 1851年                         |
| ベルナール・ピエール・マニャン元帥 fr:Bernard Pierre Magnan                                   | 1851年 - 1865年                |
| フランソワ・セルタン・ド・コンロベール元帥 fr:François Certain de Canrobert                   | 1865年 - 1870年                |
| アシル・バラゲ・ディリエ元帥 Achille Baraguey d'Hilliers                                      | 1870年7月 - 8月                |
| ルイ＝ジュール・トロシュ将軍 fr:Louis Jules Trochu                                            | 1870年9月 - 1871年1月          |
| ジョゼフ・ヴィノワ将軍 fr:Joseph Vinoy                                                        | 1871年1月21日 - 1月28日        |
| ポール・ド・ラドミロー将軍 fr:Paul de Ladmirault                                              | 1871年6月 - 1878年7月          |
| エドゥアール・エマール将軍 fr:Édouard Aymard                                                  | 1878年7月 - 1880年6月          |
| ジャスタン・クリション将軍 fr:Justin Clinchant                                                | 1880年6月17日 - 1881年3月20日  |
| アルフォンス・テオドール・ルコワント将軍 Alphonse Théodore Lecointe                           | 1881年3月 - 1884年4月          |
| フェリックス・ギュスターヴ・ソーシエ陸軍少将 fr:Félix Gustave Saussier                        | 1884年4月 - 1898年1月          |
| エミール・オーギュスト・フランソワ・ジュルランデン将軍 fr:Émile Auguste François Zurlinden    | 1898年1月 - 1899年7月          |
| ジョゼフ・ブルジェール将軍 fr:Joseph Brugère                                                  | 1899年7月 - 1900年7月          |
| ジョルジュ＝オーギュスト・フロランタン陸軍少将 fr:Georges-Auguste Florentin                   | 1900年7月 - 1901年9月          |
| ポール・フォール＝ビゲ将軍 Paul Faure-Biguet                                                  | 1901年9月 - 1903年10月         |
| ジャン・デシリエ将軍 Jean Dessirier                                                           | 1903年10月20日 - 1906年6月5日  |
| ジャン・バティスト・ダルスタン将軍 Jean Baptiste Dalstein                                     | 1906年7月11日 - 1910年10月24日 |
| ミシェル・ジョゼフ・モーヌリ将軍 fr:Michel Joseph Maunoury                                    | 1910年10月 - 1912年12月        |
| ヴィクトル＝コンスタン・ミシェル将軍 Victor-Constant Michel                                   | 1912年12月 - 1914年8月         |
| ジョゼフ・ガリエニ将軍 Joseph Gallieni                                                        | 1914年8月25日 - 1915年         |
| ミシェル・ジョゼフ・モーヌリ将軍 Michel Joseph Maunoury                                       | 1915年11月 - 1916年4月         |
| オーギュスト・イヴォン・デュバイユ将軍 Auguste Yvon Dubail                                    | 1916年4月 - 1918年6月          |
| アドルフ・ギョーマ将軍 fr:Adolphe Guillaumat                                                  | 1918年6月 - 10月               |
| シャルル・モワニエ将軍 Charles Moinier                                                        | 1918年10月 - 1919年2月         |
| ピエール・ベルドゥーラ将軍 fr:Pierre Berdoulat                                                | 1919年2月 - 1923年7月          |
| アンリ・ジョゼフ・ウジェーヌ・グーロー将軍 fr:Henri Joseph Eugène Gouraud                     | 1923年7月 - 1937年11月         |
| ガストン・ビヨット陸軍大将 Gaston Billotte                                                    | 1937年11月17日 - 1939年9月2日  |
| ピエール・エラング将軍 fr:Pierre Héring                                                       | 1939年9月 - 1940年6月          |
| アンリ・デンツ将軍 fr:Henri Dentz                                                             | 1940年6月14日 -                |
| ナチス・ドイツ占領期                                                                          |                                |
| オットー・フォン・シュテュルプナーゲル歩兵大将 de:Otto von Stülpnagel                         |                                |
| カール＝ハインリヒ・フォン・シュテュルプナーゲル歩兵大将 Carl-Heinrich von Stülpnagel         | （前任者とは遠い親戚に当たる） |
| エルンスト・シャウムブルク中将 de:Ernst Schaumburg                                            | 1940年 - 1943年                |
| ハンス・フォン・ボイネブルク＝レングスフェルト中将 de:Hans von Boineburg-Lengsfeld            | 1944年                         |
| ディートリヒ・フォン・コルティッツ歩兵大将 Dietrich von Choltitz                              | 1944年8月                      |
| 国土解放後                                                                                    |                                |
| フィリップ・ルクレール陸軍大将 Philippe Leclerc                                               | 1944年                         |
| マリー＝ピエール・ケーニグ陸軍大将 fr:Marie-Pierre Kœnig                                      | 1944年8月 - 1945年7月25日      |
| ポール・ルージャンティオム陸軍大将 fr:Paul Legentilhomme                                      | 1945年7月25日 - 1947年         |
| ルネ・ジャン＝シャルル・シュートー陸軍大将 René Jean-Charles Chouteau                         | 1947年1月16日 - 1953年3月      |
| アンリ・ゼレール陸軍大将 Henri Zeller                                                         | 1953年 - 1957年                |
| ルイ＝コンスタン・モルリエール将軍 Louis-Constant Morlière                                    | 1957年 -1958年                 |
| ピエール＝フランシワ＝マリー＝ジョゼフ・ガルベ陸軍大将 fr:Pierre-François-Marie-Joseph Garbay | 1958年 - 1959年                |
| ラウル・サラン陸軍大将 Raoul Salan                                                            | 1959年12月12日 - 1960年        |
| モーリス・ガザン陸軍大将 Maurice Gazin                                                        | 1960年の前半期                 |
| アンドレ・デメッツ陸軍大将 André Demetz                                                       | 1960年 - 1962年                |
| ルイ・ドドリエ将軍 Louis Dodelier                                                             | 1962年 - 1965年                |
| フィリップ・ド・カマ将軍 Philippe de Camas                                                    | 1965年 - 1968年                |
| アンドレ・メルツ将軍 André Meltz                                                              | 1968年 - 1971年                |
| ベルナール・ユズオー陸軍大将 Bernard Usureau                                                  | 1971年 - 1973年                |
| フィリップ・クラーヴ陸軍中将 fr:Philippe Clave                                                | 1973年 - 1975年                |
| ジャン・ファヴロー陸軍中将 Jean Favreau                                                       | 1975年 - 1977年                |
| ジャック・アントワーヌ・ド・バリー陸軍中将 fr:Jacques Antoine de Barry                        | 1977年 - 1980年                |
| ジャヌー・ラカズ陸軍中将 fr:Jeannou Lacaze                                                    | 1980年9月15日 - 1981年         |
| ペリエ陸軍中将 Périer                                                                         | 1981年 - 1983年                |
| バルテ陸軍中将 Barthes                                                                        | 1983年 - 1984年                |
| ミシェル・フェヌブレスク陸軍中将 Michel Fennebresque                                          | 1984年                         |
| エルヴェ・ナヴロー陸軍中将 Hervé Navereau                                                     | 1987年1月28日                  |
| ダニエル・ヴァレリー陸軍中将 Daniel Valéry                                                    | 1991年9月1日                   |
| ミシェル・ギニョン陸軍中将 Michel Guignon                                                     | 1992年8月1日                   |
| ミシェル・ビヨー陸軍中将 Michel Billot                                                        | 1996年10月28日                 |
| ピエール・コストドー陸軍中将 Pierre Costedoat                                                 | 2000年8月1日                   |
| マルセル・ヴァランタン陸軍中将 fr:Marcel Valentin                                             | 2002年11月1日                  |
| グザヴィエ・ド・ズショヴィッチ陸軍中将 Xavier de Zuchowicz                                    | 2005年8月1日                   |
| ブリュノ・ダリー陸軍中将 fr:Bruno Dary                                                        | 2007年8月1日                   |
| エルヴェ・シャルパンティエ陸軍中将 fr:Hervé Charpentier                                       | 2012年8月1日                   |
| ブリュノ・ル・レ陸軍中将 fr:Bruno Le Ray                                                      | 2015年7月31日                  |
| クリストフ・アバッド陸軍中将 fr:Christophe Abad                                               | 2020年7月31日                  |